# Elsa Artadi i Vila

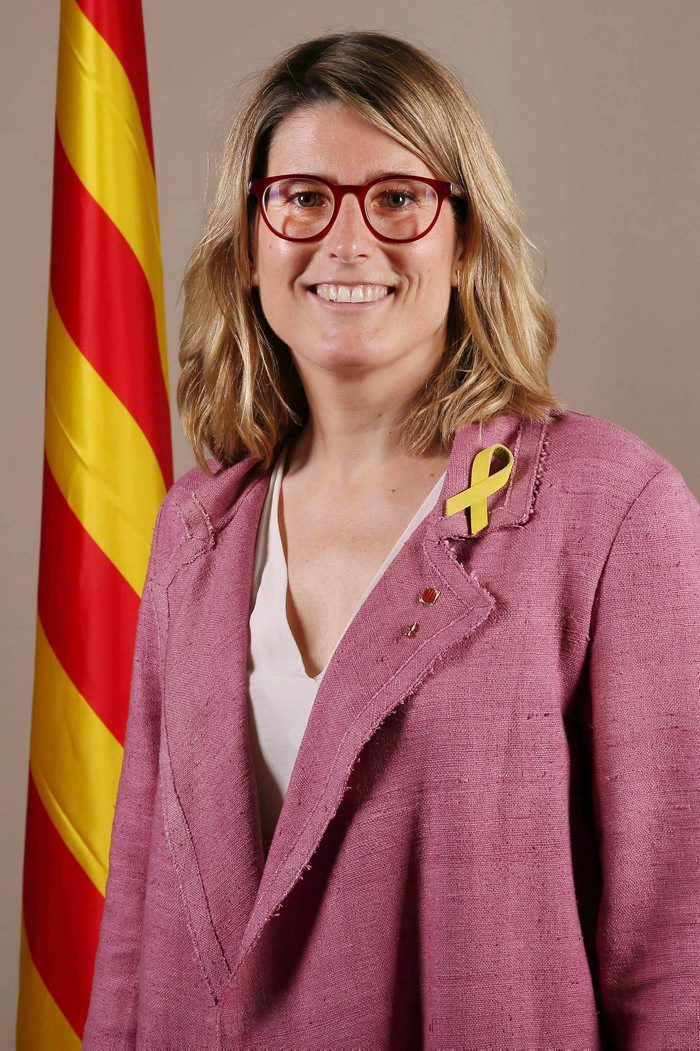
Elsa Artadi i Vila (2018)

Elsa Artadi i Vila (geboren 19. August 1976 in Barcelona) ist eine katalanische Ökonomin und Politikerin. Im Juni 2018 wurde sie als Präsidialministerin und Sprecherin der katalanischen Regierung in das Kabinett Torra berufen. Aus diesem schied sie am 25. März 2019 aus. 

## Leben
Elsa Artadi i Vila studierte Ökonomie an der Universität Pompeu Fabra und an der Harvard University. Sie arbeitete in verschiedenen internationalen Organisationen und bei der Weltbank. 2004 arbeitete sie bei Xavier Sala mit am Global Competitiveness Report. Von 2006 bis 2011 lehrte sie an der Università Bocconi in Mailand. Seit 2011 ist sie in der Regionalverwaltung Kataloniens beschäftigt. 
In der Katalonien-Krise trat Artadi 2016 der Partit Demòcrata Europeu Català bei. Bei der von der spanischen Zentralregierung angeordneten vorzeitigen Regionalwahl im Dezember 2017 wurde Artadi auf der Liste der Junts per Catalunya ins Regionalparlament gewählt, das sich im Januar 2018 konstituierte. 
Da die Junts per Catalunya die Wiederwahl des abgesetzten und exilierten Politikers Carles Puigdemont zum Präsidenten der Generalitat de Catalunya, der katalanischen Autonomieregierung,  nicht durchsetzen konnte, wurde im März 2018 Artadi als Kandidatin für das Präsidentenamt ins Spiel gebracht. 